# Nattapor
Nattapor (Aotidae) är en familj i delordningen brednäsor som tillhör ordningen primater. Familjen består av ett enda släkte (Aotus) med 12 arter. Nattapor är de enda primater i Amerika som är aktiva under natten.

## Utbredning
Nattapor lever bara i Sydamerika och södra Centralamerika. Deras utbredningsområde sträcker sig från Panama i norr till Paraguay och norra Argentina i syd.

## Utseende
Den mjuka och täta pälsen är på ovansidan silver- till mörkgrå och vid buken brun, ljusgrå eller röd-orange. Huvudet är runt med stora framåtriktade ögon. Däremot är öronen små och nästan helt täckta av päls. Det huvudsakligen vita ansiktet omges av tre mörkbruna till svarta remsor. Nattapor är med en kroppslängd (huvud och bål) mellan 24 och 37 centimeter och en vikt av 0,6 till 1,3 kilogram jämförelsevis små. Deras svans är ofta längre än kroppen (31 till 40 cm) men den tjänar inte som gripsvans och den är täckt med päls.
Det vetenskapliga namnet för typsläktet är bildad av det gammalgrekiska ordet otis (öra) med förleden a (utan). Det syftar på arternas nästan osynliga öron.
Arterna saknar ett Tapetum lucidum i sina ögon som skulle förbättra synen i mörker. De har istället större ögon än de flesta andra primater i förhållande till huvudets storlek. Nattapor är dessutom nästan färgblinda.

## Levnadssätt
Nattapor lever i skogar. De förekommer i regnskogen men även i torrare skogar på slätten samt i fjällskogar som ligger upp till 3200 meter över havet. Under dagen vilar de i håligheter i träden eller i täta ansamlingar av blad, kvistar samt klätterväxter och under natten letar de efter föda.
I motsats till andra nattaktiva djur har nattapornas ögon stavar och tappar. På så sätt vet man att de utvecklade sig från djur som var aktivt under dagen. Några ingående arter kan fortfarande vara natt- och dagaktiva. De är även beroende på ljuset från månen och är därför mindre aktiva under mörka nätter.
Dessa apor lever i grupper av två till fem individer som består av ett föräldrapar och några ungar. Varje grupp har i regnskogen ett territorium av cirka 9 hektar och reviret i torra skogar är ungefär 5 hektar stort. Andra grupper jagas iväg med oljud eller trakasseri. Nattapor använder sitt läte för försvaret av sitt territorium, för att varna andra individer i gruppen för fiender och för att göra en individ av det andra könet uppmärksam. Ibland liknar dessa läten katternas läten. Nattapor markerar reviret och flockens medlemmar med urin och vätska från körteln vid svansens basis. Varje individ har sin egen lukt och hannar markerar oftare än honor.
Arterna har nästan inga naturliga fiender på grund av att nattaktiva rovdjur har andra byten. Kanske faller en och annan individ offer för ugglor, större ormar eller kattdjur.

### Föda
Nattapor är allätare som tar både frukt, nötter, naturgummi och blad samt insekter och mindre ryggradsdjur.

### Fortplantning
Dessa apor lever huvudsakligen monogamt. Efter en dräktighet av cirka 130 till 140 dagar föder honan en unge. som sedan huvudsakligen tas om hand av fadern. Hos modern är ungen bara när den får di. En viss variation mellan olika arter förekommer dock. Även när modern sluter att ge di fortsätter fadern och ungen att hålla ihop, och de leker tillsammans och ungen får hjälp med födosökandet. Ungefär efter 2 år är ungen könsmogen. Den äldsta kända nattapan blev 18 år gammal.[källa behövs]

## Arterna
Efter halsens färg skiljer man två grupper:

### Nattapor med grå hals
- Aotus brumbacki, listas ibland som underart till Aotus lemurinus.
- Aotus griseimembra, hittas i norra Colombia och västra Venezuela.
- Aotus hershkovitzi, lever uteslutande i östra Colombia.
- Aotus jorgehernandezi, norra Colombia.
- Aotus lemurinus, lever i Panama, norra Colombia och västra Venezuela.
- Aotus trivirgatus, förekommer i Venezuela och norra Brasilien.
- Aotus vociferans, lever i östra Colobia och västra Brasilien.
- Aotus zonalis, Panama och norra Colombia.

### Nattapor med röd hals
- Aotus azarai, förekommer i centrala Brasilien, Bolivia, Paraguay och norra Argentina.
- Aotus miconax, är en hotad art som lever i ett mindre område i norra Peru.
- Aotus nancymaae, förekommer i nordöstra Peru och nordvästra Brasilien.
- Aotus nigriceps, lever liksom den förut nämnda arten i östra Peru och västra Brasilien.

Förutom pälsens färg finns i princip inga ytliga skillnader mellan familjens medlemmar och arterna godkänns bara på grund av olik uppbyggda kromosomer.

## Nattapor och människor
Arterna har blivit ovanliga sällskapsdjur och flera exemplar fångades för att bli försöksdjur. De flesta exemplar greps under 1960-talet och 1970-talet. Nattapor kan drabbas av malaria och de användes för att undersöka sjukdomen. Förändringar av arternas habitat minskar beståndet.